# Chytré opice
Chytré opice (Clever Monkeys) je dokumentární film televize BBC ze série Svět přírody z roku 2008. Odhaluje neuvěřitelné schopnosti všech různých druhů opic na celém světě (představivost, paměť atd.). V Česku byl poprvé vysílán na Viasat Nature.